# Печери Криму

Стінне маркування у печері Суук-Коба. Крим

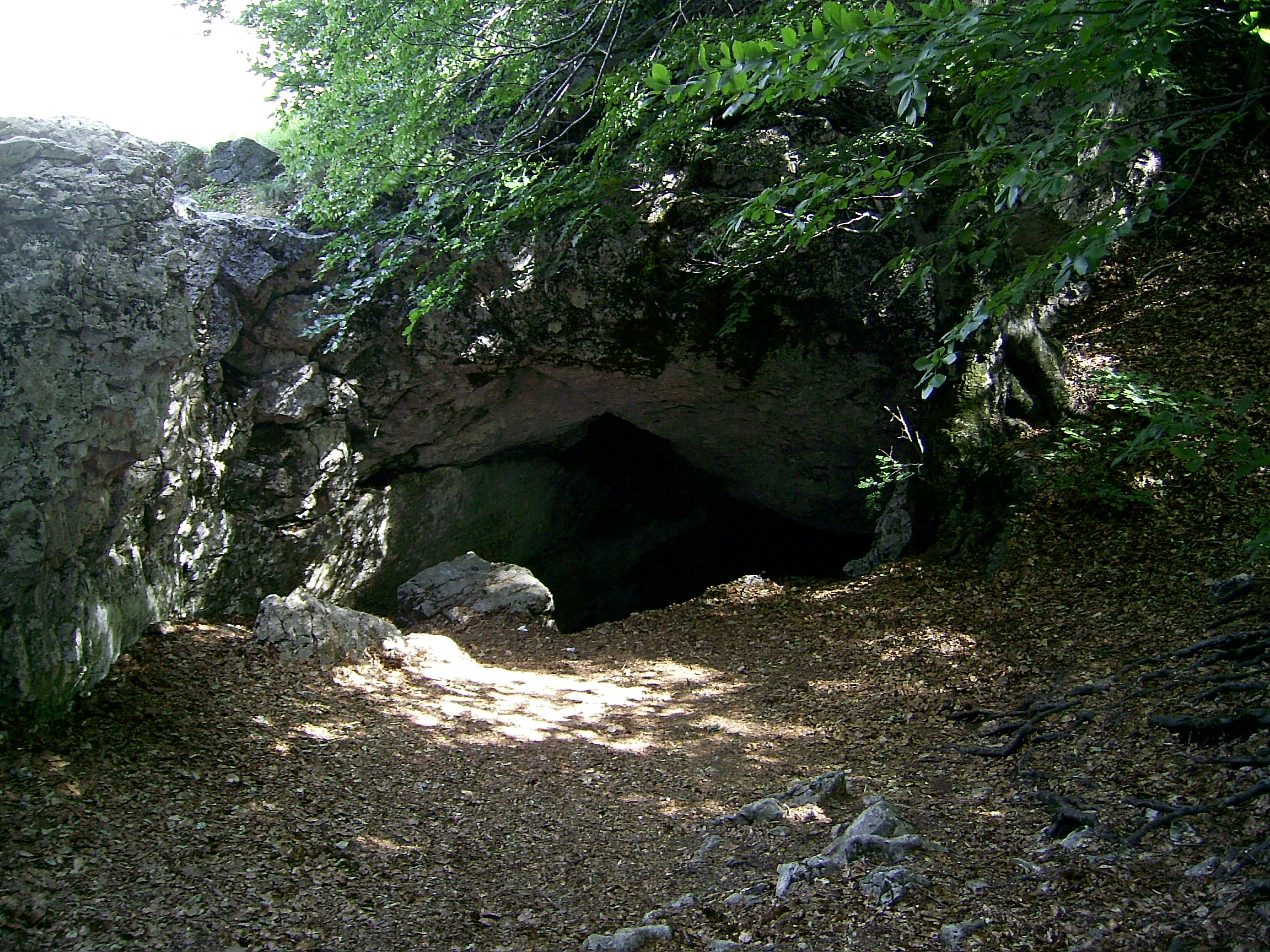
Вхід до печери Суук-Коба (Холодна). Крим

Печери Криму — підземні порожнини, що виробила вода у легкорозчинних гірських породах на території півострова.
Крим — класична карстова область, надзвичайно сприятлива для утворення печер.
На Кримському півострові знайдено і зафіксовано близько 900 печер. Виділяють 4 спелеологічних райони:
- Ялтинське і Центральне карстове плато,
- Чатир-Даг,
- Долгоруківська яйла,
- Карабі-яйла.

Карстові печери прийнято ділити на три групи: спортивні, загальнодоступні і обладнані для масових екскурсій.

## Печери
1. Великий Бузлук
2. Аверкієва шахта
3. Скельська печера
4. Шайтан-Коба
5. Еміне-Баїр-Хосар
6. Бездонний колодязь (Агармиш)
7. Бездонний колодязь (Кубріалі-Кир)
8. Кара-Мурза (Бездонний колодязь)
9. Печера «Бездонна» (Топсюс-Хосар)
10. Лисячий хвіст (печера)
11. Погріб (печера)
12. Кизил-Коба
13. Фул-Коба (Туакська)
14. Мушина (печера)
15. Бузулук (печера)
16. Печера Фассо
17. Мамина (печера)
18. Кара-Котин (печера)
19. Кільсе-Чох (печера)
20. Кильсе-Чох-Опте (печера)
21. Карані-Хоба (печера)
22. Червоні печери
23. Туманна (печера)
24. Необхідна (печера)
25. Бояришникова (печера)
26. Мармурова печера
27. Тисячоголова (печера)
28. Овеча (печера)
29. Сніговий Колодязь
30. Сходинкова
31. Три ніздрі
32. Кажан (печера)
33. Чортова
34. Холодна (печера)
35. Сива
36. Камінна (печера)
37. Аянська
38. Коралова
39. Козлик
40. Бузлук-Хоба
41. Хаджихоба (Аджи-Коба)
42. Голубина (Коль-Баїр)
43. Голубина (Карабі-Яйла)
44. Верхня (печера)
45. Барани (печера)
46. Кастере
47. Печера МАН
48. Печера Ялтинська
49. Печера Триглазка
50. Печера Аю-Тешік
51. Печера Геофізична
52. Солдатська

## Гроти
- Грот Пушкіна
- Грот Шаляпіна
- Кіїк-Коба